# Bohdan Osadczuk

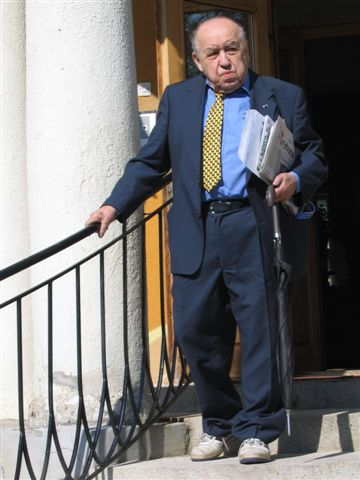
Bohdan Osadczuk (2005)

Bohdan Osadczuk, Pseudonym Alexander Korab (ukrainisch Богдан Осадчук, Bohdan Ossadtschuk; * 1. August 1920 in Kolomea, Polen, heute Ukraine; † 19. Oktober 2011 in Myślenice bei Krakau), war ein ukrainischer Journalist und Politikwissenschaftler.

## Leben
Osadczuk war Sohn eines ukrainischen Lehrers. Er wurde vom Gymnasium in Pińczów nach einem Konflikt mit einem Lehrer verwiesen, der ihn wegen seiner ukrainischen Herkunft herabgewürdigt hatte. Zu Beginn des Zweiten Weltkrieges hielt er sich mit seiner Familie in Kazimierza Wielka und Busko-Zdrój im damaligen Generalgouvernement auf. Die Reifeprüfung bestand er in Krakau 1941.

### Wissenschaft
Ab 1941 lebte er in Berlin, wo er an der Friedrich-Wilhelms-Universität, speziell an der Auslandswissenschaftlichen Fakultät (der früheren Deutschen Hochschule für Politik) in Berlin die Geschichte der Länder Osteuropas und des Balkans, das Völkerrecht und osteuropäische Sprachen studierte. Seine Diplomarbeit über die Presse in der Karpatenukraine verteidigte er in Berlin 1944. Seine Doktorarbeit über sowjetische Nationalitätenpolitik verfasste er nach dem Zweiten Weltkrieg an der Ukrainischen Freien Universität München. 1966 wurde er zum Professor am Otto-Suhr-Institut der Freien Universität Berlin (FUB) berufen. Später lehrte er am Osteuropa-Institut der FUB.

### Journalismus
Kurzzeitig war Osadczuk in der Polnischen Militärvertretung in Berlin tätig, danach wurde er Mitarbeiter der von den Amerikanern herausgegebenen Neuen Zeitung. Vom 26. bis 30. Juni 1950 nahm er am Kongress der Freien Kultur in Berlin teil, wo er u. a. Jerzy Giedroyc kennenlernte. Dank der Unterstützung seitens des Pariser Literaturinstituts gab er vom Juni 1952 bis Januar 1953 die Stimmen zu Osteuropäischen Fragen heraus und wurde ständiger Mitarbeiter der Pariser Kultura. In den 1950er und 1960er Jahren war er als Korrespondent der Basler Nationalzeitung und der Neuen Zürcher Zeitung sowie der Tageszeitungen Der Tagesspiegel, Münchner Merkur, Stuttgarter Nachrichten und Kölner Stadt-Anzeiger tätig. Dem Fernsehpublikum wurde Osadczuk als gelegentlicher Gast in Werner Höfers sonntäglichem Internationalen Frühschoppen bekannt.

## Auszeichnungen
In den 1980er Jahren war er Herausgeber der ukrainischen Exilzeitung Widnowa (Віднова – Erneuerung). Am 3. Mai 2001 wurde Bohdan Osadczuk mit dem höchsten polnischen Orden des Weißen Adlers ausgezeichnet. Am 8. November 2007 erhielt er den Jerzy-Giedroyc-Preis.

## Bibliografie
- Bohdan Osadczuk: Weisser Adler, Kreuz und Rote Fahne. Chronik der Krisen des kommunistischen Herrschaftssystems in Polen 1956–1982. Verlag Neue Zürcher Zeitung, Zürich 1982 ISBN 3-85823-074-X.
- Basil Kerski, Andrzej Stanisław Kowalczyk (Hrsg.): Ein ukrainischer Kosmopolit mit Berliner Adresse. Gespräche mit Bohdan Osadczuk (Alexander Korab). Fibre Verlag, Osnabrück 2003, ISBN 3-929759-77-2 (Veröffentlichungen der Deutsch-Polnischen Gesellschaft Bundesverband e. V. 2).